# شانون لی
شانون ایمری لی (به انگلیسی: Shannon Emery Lee) (به چینی: 李香凝) (زاده ۱۹ آوریل ۱۹۶۹)، رزمی کار، هنرپیشه و بازرگان زن اهل ایالات متحده آمریکاست. وی دختر بروس لی و لیندا لی کدول و خواهر براندون لی است.

## فیلم شناسی
| فیلم     | فیلم                    | فیلم                        | فیلم                                 |
| سال      | نام فیلم                | نقش                         | نکات مهم                             |
| -------- | ----------------------- | --------------------------- | ------------------------------------ |
| ۱۹۹۳     | اژدها: داستان بروس لی   | Party Singer                |                                      |
| ۱۹۹۴     | قفس ۲                   | Milo                        |                                      |
| ۱۹۹۷     | ولتاژ بالا              | Jane Logan                  |                                      |
| ۱۹۹۸     | و حالا تو مردی          | Mandy                       | Alternative title: Gwan Guen See Dam |
| ۱۹۹۸     | تیغ                     | Resident                    |                                      |
| ۲۰۰۱     | Lessons for an Assassin | Fiona                       |                                      |
| ۲۰۰۲     | She، Me and Her         | Paula Jemison               |                                      |
| تلویزیون |                         |                             |                                      |
| سال      | نام فیلم                | نقش                         | نکات مهم                             |
| ۱۹۹۵     | WMAC Masters            | Host                        | 13 episodes                          |
| ۱۹۹۸     | Martial Law             | Vanessa Feng                | Episode: "Take Out"                  |
| ۲۰۰۰     | Epoch                   | Pamela                      | فیلم تلویزیونی                       |
| ۲۰۱۲     | من بروس لی هستم         | Executive producer, herself | Television documentary               |
| ۲۰۱۹     | Warrior                 | Executive producer          | Television series                    |